# Rui Jordão
Rui Manuel Trindade Jordão (Benguela, 1952. augusztus 9. – Cascais, 2019. október 18.) portugál válogatott labdarúgó.

## Pályafutása

### Klubcsapatokban
A Benguela városában született született Jordão a Benficában kezdte pályafutását. Az 1971–72-es szezonban mutatkozott be a portugál élvonalban. Első szezonjában 18 bajnokin hét gólt szerzett, míg 1971–72-ben, 1972–73-ban, 1974–75-ben és 1975–76-ban bajnoki címet ünnepelhetett a lisszaboni csapat színeiben.
1976 nyarán a spanyol Real Zaragoza játékosa lett. Az 1976–77-es szezonban 33 bajnokin 14 gólt szerzett, majd visszatért hazájába, a Sporting CP csapatához. 1980-ban és 1982-ben bajnokságot nyert a csapattal, majd 35 éves korában a Vitória Setúbalhoz szerződött. Két évvel  később vonult vissza. A portugál élvonalban 214 gólt szerzett.

### A válogatottban
Jordão 1972-ben mutatkozott be a portugál válogatottban. Részt vett az 1984-es labdarúgó-Európa-bajnokságon. 1983. november 13-án az ő góljával győzte le a Szovjetuniót Lisszabonban a portugál csapat 1–0-ra, ezzel vált biztossá az Európa-bajnoki szereplésük. 1984. június 23-án a kontinenstornák egyik legemlékezetesebb mérkőzésén a házigazda franciák elleni elődöntőben két gólt is szerzett, azonban a franciák fordítottak és hosszabbítás után 3–2-re megnyerték a találkozót.
1972 és 1989 között 43 mérkőzésen 15 alkalommal volt eredményes címeres mezben.

## Sikerei, díjai

### Klub
Benfica
- Primeira Liga: 1971–72, 1972–73, 1974–75, 1975–76[8]
- Portugál kupagyőztes: 1971–72

Sporting
- Primeira Liga: 1979–80, 1981–82
- Portugál kupagyőztes: 1977–78, 1981–82
- Portugál Szuperkupa-győztes: 1982

### Egyéni
- A Primeira Liga gólkirálya: 1975–76, 1979–80[9]
- Az év portugál labdarúgója: 1980